# .gg
.gg is het achtervoegsel van domeinen van websites uit kanaaleiland Guernsey.
Domeinen op het tweede niveau:
- .ac.gg - uitsluitend voor academische instellingen van Guernsey
- .co.gg - commerciële en persoonlijke domeinen
- .gov.gg - bestuur van Guernsey, Alderney en Sark
- .net.gg - internetproviders en commercieel gebruik
- .sch.gg - scholen
- .org.gg - organisaties

Deze domeinen kunnen rechtstreeks geregistreerd worden.